# Jüan-dinasztia
A Jüan-dinasztia (元朝; pinjin, hangsúlyjelekkel: Yuán Cháo, klasszikus mongol nyelven:  Dai Ön Yeke Mongghul Ulus; mai mongol nyelven:  Их Юань улс) volt az a mongol etnikumú uralkodóház, amely 1271 és 1368 között birtokolta a kínai császári címet. Uralkodását a Déli Szung (Song)-dinasztia előzte meg, utána pedig a Ming-dinasztia vette át a hatalmat.
A birodalmat Kubiláj mongol nagykán alapította meg hivatalosan Nagy Jüan (Yuan) Birodalom (egyszerűsített kínai írással: 大元帝国; hagyományos kínai írással: 大元帝國; pinjin, hangsúlyjelekkel: Dà Yuán Dìguó) néven 1271-ben, miután a mongolok már évtizedek óta birtokolták Kína északi részét. Területe ekkorra már magába foglalta a mai Kína területének túlnyomó részét és a környező területeket, beleértve a modern Mongóliát, és markánsan elválasztódott a többi mongol kánságtól, mint a Hülegü ilhán és Berke kán által uralt területektől. Ez volt az első külföldi eredetű dinasztia, amely egész Kínát birtokolta.

A Jüan-dinasztia neve mongol és kínai írással.

Viszonylag rövid ideig, 1368-ig állt fenn, amikor népfelkelések döntötték meg. Bukásának okai között szerepelt a közigazgatás súlyos nehézségei, a kínai lakosság kapzsi kizsákmányolása, a papírpénz inflációja, a kínai szerzetesek felett teljhatalmat gyakorló tibeti lámák tevékenysége. A dinasztia maradványai Észak-Kínában egy ideig még fennmaradtak Északi Jüan (Yuan)-dinasztia néven.

## Története

### Létrejötte
A mongolok Dzsingisz mongol nagykán idején még nem rendelkeztek nagyobb birodalom irányításához megfelelő közigazgatási rendszerrel. A tartósabb politikai formációk létrehozásához a kezdeti öldöklés után meg kellett egyezniük az uralmuk alá hajtott népek vezető rétegeivel, hiszen létszámuk eltörpült azokhoz képest; így történt ez Kínában is. Dél-Kína meghódításakor már alkalmaztak Észak-Kínában toborzott csapatokat, és a kínaiakat, a koreai flottát bevetették későbbi – bár alapvetően sikertelen – Japán, Burma, Vietnám és Jáva ellen indított támadásaikban is.
Kína gazdasági kiaknázása érdekében a hódítóknak másolniuk kellett a helyi intézményeket, és alkalmazásukba venni olyan elkínaiasodott, de nem-han etnikumú népek képviselőit, mint a dzsürcsik, kitajok és mások. Ezt a gyakorlatot már Jelü Csucaj (Yelü Chucai), a kitaj Liao-dinasztia uralkodói családjának leszármazottja, a Csin-dinasztia (1115–1234) tisztségviselője megalapozta, amikor Dzsingisz kán szolgálatába állt.
1271-re, a dinasztia hivatalos megalapítására már nagyban folyt a mai Peking helyén kialakított, akkor új főváros építkezése egy muszlim főépítész vezetésével. A mongolok továbbra is előnyben részesítették a nem-kínaiakat a helyiekkel szemben, és a legfontosabb posztokat természetesen megtartották maguknak. A pénzügyek irányításával közép-ázsiai iszlám vallású hivatalnokokat bíztak meg. A céhekhez hasonló szervezetekbe tömörült muszlim kereskedők monopolizálták az adószedést, amit aztán mongol segédcsapatokkal hajtottak végre. Marco Polóhoz hasonlóan számos más külföldi is a mongolok szolgálatába állt. Egy orosz „bevándorló” 1321-ben első lett a Pekingben újra megtartott császári vizsgákon és utána magas posztra nevezték ki Csöcsiang (Zhejiang) tartományban.
A lakosságot a mongolok három csoportra osztották fel: a mongolokon kívül az úgynevezett „színes szeműekre”, akik nem voltak sem mongolok, sem kínaiak, valamint a széles értelemben vett kínaiakra. A mongol nomád állattenyésztőkön belül hetvenkét törzsi csoportot különböztettek meg, amelyek maguk a katonai arisztokráciára és a köznépre oszlottak. A „színes szeműeket” harmincegy különböző csoportra osztották, mint a különböző türk eredetű népek, a Hvárezm akkori nevéből szartauloknak nevezett, az Amu-darja vidékéről származó muszlim kereskedők, a tibetiek, tangutok, vagy éppen az oroszok. A kínaiak közé értették a sinizálódott kitajokat, dzsürcsiket, koreaiakat is.
Az így meghatározott különböző társadalmi csoportokat főleg aszerint rangsorolták, hogy mikor csatlakoztak a birodalomhoz. A legutoljára meghódított déli kínaiaknak volt a legalacsonyabb rangjuk az egész birodalomban. Az igazgatási posztok elosztásától a büntetésekig bonyolult rendszerben vették figyelembe a származást, és szigorú gátakat emeltek a csoportok közé, amelyeket a gyermekek sem hagyhattak el. A különösen kegyetlen körülmények között tengődő sóbányászok például emiatt is a dinasztiát végső soron megdöntő lázadások élvonalába álltak.
A legsúlyosabb adóterheket az utoljára meghódított, viszonylag gazdag dél-kínai területek lakosságára vetették ki, bizonyos fokig együttműködve a helyi nagybirtokos réteggel. Ezért a végsőkig elnyomorított lakosság gyűlölete nem csak az idegen mongolok, hanem általában a gazdagok ellen irányult. Északon viszont a kisbirtokosokat és köztisztviselőket is megfosztották vagyonuktól, ezért azok is a mongolok ellen fordultak a korábban is nincstelenekkel együtt.
A déli termékek északra szállításához a korábban meglévő csatornák felújítása mellett a partmenti tengeri szállítást is megszervezték.
A mongol uralom alatt továbbfejlesztették a már a Szung (Song) korban egyes körzetekben és időszakokban bevezetett papírpénzt. Az 1260-ban forgalomba hozott új papírpénz az egész birodalomban és korlátlan ideig érvényes volt – azonban a közgazdasági szabályok fel nem ismerése miatt ennek az értéke is zuhanni kezdett, amikor megtiltották a nemesfémekre való átváltását. 1287-ben aztán megint újfajta papírpénzt vezettek be, aminek az értékét már sikerült viszonylag stabilan tartani egészen a dinasztia vége felé bekövetkezett hatalmas inflációig. A papírpénz belső használata viszont azzal a hatással is járt, hogy az ország nemesfémkészletei a főleg külföldiek kezében lévő külkereskedelem révén kiáramlottak az országból, és a dinasztia uralmának végére óriási nemesfémhiány alakult ki.

#### Külkapcsolatok
A mongol uralom alatt csökkent Kína elzártsága, fejlődtek külső kapcsolatai. Az ősi selyemút mellett felfejlesztették a már az újkőkorszak óta létező sztyeppi útvonalat is a Volga torkolata és Mongólia között, ami elvezetett a kelet-európai síkságokra. Ezen kínai mintára postaállomásokat létesítettek, és rendszeressé tették a forgalmat. Ezt az útvonalat a legkülönbözőbb etnikumú mongol alattvalók és – megfelelő engedéllyel rendelkező – külföldiek is használták hivatalos, üzleti és missziós jellegű utazásokra.
Számos kínai is eljutott a messzi külföldre a mongol birodalom „belső” útjain. Möngke nagykán egy Csang Tö (Chang De) nevű kínait küldött Karakorumból követségbe testvéréhez, Hülegü ilhánhoz Szamarkandba és Tebrizbe. A négy évig tartó útról szóló visszaemlékezéseit „Beszámoló a nyugati követségről” címmel Liu Jü (Liu Yu) jegyezte le.
A mongolok a szakembereket magukkal vitték, akár a kontinens egyik végéből a másikba is. Bagdad ostrománál a mongol seregek egyik vezetője egy kínai tábornok volt, de kínai szakembereket alkalmaztak a Tigris és az Eufrátesz öntözőrendszereinek fenntartásához is.
E kapcsolatok révén egyes kínai technológiák elterjedtek a mongol birodalom egészében. Az egyik fontos csereközpont az iráni Tebriz volt, ahonnan aztán Európába is eljutott a papír, a fametszés, a cserélhető fadúcok mint a nyomtatás alapjai, vagy az iránytű, a lőpor, a boltíves hidak, a zsilipkapuk, vagy az öntöttvas.

#### Kultúra, tudomány, vallás

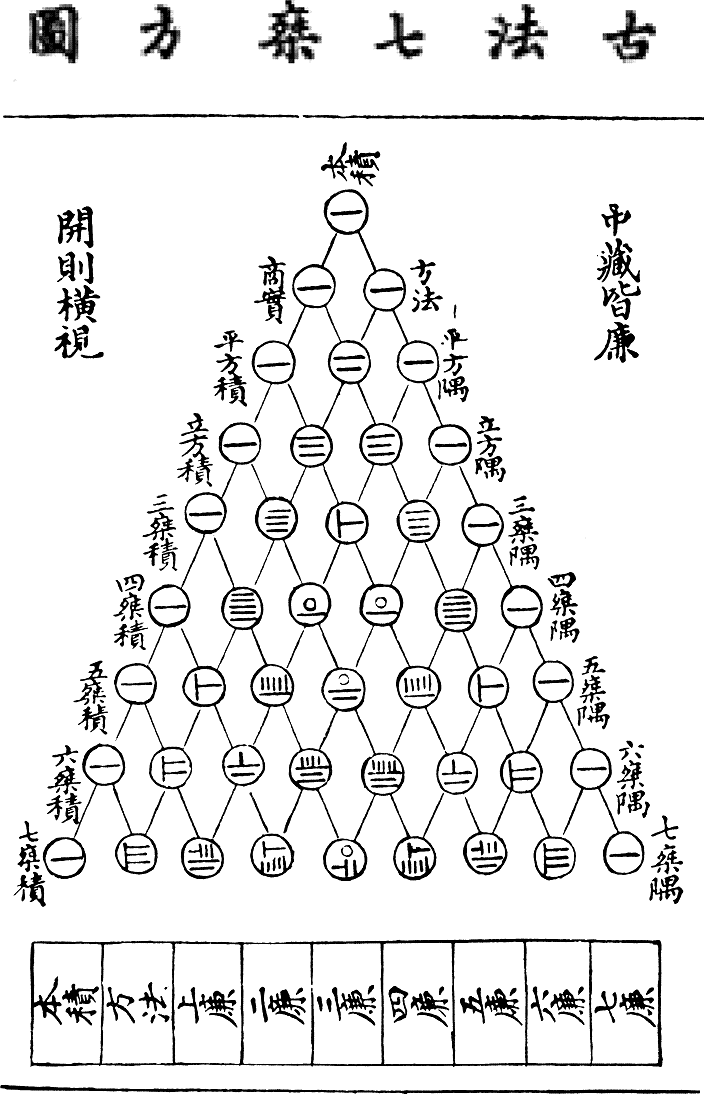
A Pascal-háromszög kínai előzménye 1303-ból Csu Si-csie (Zhu Shijie) könyvéből

A mongol hódítókat nemigen érdekelte a kínai irodalom vagy filozófia, az uralkodók közül egyedül Tuktemür (kínai neve Ven Cung (Wenzong) császár) (1328-1339) mutatott némi érdeklődést a „magas kultúra” iránt. A tudományok és a technika azonban jobb helyzetben volt, mert a hódítók nagy érdeklődést, csodálatot tanúsítottak a kézművesek, mesteremberek (és a papok) iránt. Kuo Sou-csing (Guo Shoujing) kínai matematikus és csillagászt bemutatták Kubiláj kánnak is, akitől számos megbízást kapott az öntözés, folyószabályozás területén, valamint őt bízták meg az újra szükségessé vált naptárreformmal is, amivel 1280-ra készült el. 1300 körül két híres matematikai könyv is megjelent Csu Si-csie (Zhu Shijie) tollából. Csu Sze-pen (Zhu Siben) (1273-1337) taoista szerzetes kilenc év munkájával átfogó földrajzi atlaszt készített. Vang Ta-jüan (Wang Dayuan) utazó a délkelet-ázsiai szigetvilágról szóló beszámolóját tette közzé. Számos fontos tanulmány született a mezőgazdaságról is, Vang Jin-lin (Wang Yinlin) (1223-1296) pedig kétszáz fejezetből álló enciklopédiát írt Jühaj (Yuhai) címmel.
A mongol időszak nagyban elősegítette az iszlám vallási és tudományos hatások terjedését Kínában. Az ekkor kialakult muszlim közösségek a 21. századig is meg tudták őrizni vallási identitásukat. Már Kubiláj uralkodása alatt létrehozták az Iszlám Akadémiát, amely arab szövegek fordításával foglalkozott. A muszlim tudomány ágai körül a matematika és a csillagászat gyakorolta a legnagyobb hatást Kínában. Ez a hatás túlélte a Jüan (Yuan)-dinasztia bukását is. A mongolok által emelt pekingi csillagvizsgáló nyomán az első Ming császár Nankingban már uralkodása első évében arab csillagászati hivatalt állított fel.
Bár a mongol uralom nem kedvezett a „magas irodalomnak”, a népes városokban virágzott a köznépi irodalom, az utcai elbeszélés és színjátszás – nem utolsósorban a hódítók elleni ellenállás témakörében. A pekingi színház műfaja a mongol korban fejlődött ki. Ezekben a sokszereplős darabokban egymást váltotta az ének, a tánc és a próza.
A mongol dinasztia valláspolitikája pillanatnyi politikai érdekeiknek megfelelően mindig más vallási irányzatot támogatott. A filozófiai kérdések iránt közömbösek maradtak, viszont hittek a csodákban, és ilyenek bemutatását várták a nagy vallások híres képviselőitől is. A kínai buddhizmus is háttérbe szorult azután, hogy a mongolok Tibetet is a birodalomhoz csatolták és a mágikus elemekkel tarkított tibeti buddhizmust helyezték előtérbe. Kubiláj kán Pagspa lámát(en) bízta meg a birodalom összes vallási közösségének irányításával, és egy közös írás kialakításával. Az ő halála után egy ujgur láma lett a császár pártfogoltja. Ezek a vallási vezetők nagyon rossz hírre tettek szert, pénzügyi spekulációkkal kifosztották a kínai vallási közösségeket, rablásokat, gyilkosságokat követtek el. De a tibeti buddhizmus hatásai azért megjelentek a későbbi kínai művészetben, elsősorban a szobrászat és az építészet területén. A népi mongolok maguk pedig a tibeti buddhizmus vallását vették fel.

### Hanyatlása
1300 után a birodalom központi kormányzatát meggyengítették a belviszályok. Az összeesküvések és államcsínyek közepette gyorsan váltogatták egymást a császárok, 1320 és 1329 között például négy uralkodó is trónra került egy időre. A hatalom igazi birtokosai a főminiszterek, főhivatalnokok voltak. A tartományok szabadsági foka növekedett, aminek eredménye elsősorban a korrupció további fokozódása lett.
A mongol uralkodó csoporton belüli harcok mellett a kínai tömegek elégedetlensége is nőttön-nőtt. Egyre több lázadás tört ki a mongolok, illetve általában a gazdagok ellen. Az ellenállás csomópontjai a már korábban is meglévő vallási-politikai jellegű titkos társaságok voltak, mint az 1133 körül alakult Fehér Lótusz társasága, amelynek tagjai vegetáriánusok voltak, megtagadták az adófizetést és a közmunkavégzést, vagy a Fehér Felhők társasága, ami 1100-ban alakult Hangcsou (Hangzhou)ban. A legfontosabbak a világvégét váró közösségek voltak, mint a Maitréja-kultusz hívei, valamint a Vörösturbánosok társasága, akiknek a felkelése végül is döntő jelentőségű volt a dinasztia megbuktatásában.